# Željko Ivanek
Željko Ivanek (Ljubljana, 15. kolovoza 1957.) je slovensko-američki filmski, kazališni i televizijski glumac. Dobitnik je Nagrade Emmy za program u udarnom terminu za ulogu Raya Fiskea u televizijskoj seriji Opasne igre. Ostvario je zapažene uloge u televizijskim serijama 24 i Oz. Bio je nominiran i za tri nagrade Tony.

## Životopis
Željko Ivanek rođen je u Ljubljani 1957. godine kao Željko Šimić-Ivanek. Hrvatskoga je podrijetla. Otac Ferdo Ivanek rođen je u Ljubljani, odrastao je u Zajezdi, u Hrvatskome Zagorju gdje ima rodbinu i u okolnim mjestima, a u Varaždinu pohađao je i završio osam razreda tadašnje gimnazije. Nakon mature Ferdo Ivanek školovanje je nastavio u Austriji, u Beču, gdje je upisao studij elektrotehnike. Od 1949. do 1955. godine Ferdo Ivanek radio je u Centralnom radio institutu u Beogradu, a nakon toga radio je u Institutu za elektro zveze u Ljubljani, gdje je obitelj živjela sljedećih 10 godina. Zajedno s majkom Vojislavom i starijim bratom Ivanom Željko Ivanek se iselio u Palo Alto u Kaliforniji, gdje je njegov otac pisao doktorski rad iz elektrotehnike na Stanfordskom sveučilištu. Tri godine kasnije, s obitelji se vratio u Sloveniju gdje su proveli 4 i pol godine, nakon čega se obitelj vraća u SAD, u Palo Alto. 
Željko Ivanek ostvario je više desetaka kazališnih uloga u kazalištima diljem Zaljevskog područja San Francisca. Maturirao je u srednjoj školi "Ellwood P. Cubberley" u Palo Altu, 1975. godine. Diplomirao je teatrologiju na Sveučilištu Yale 1978. godine, gdje je pohađao i jedan semestar iz geologije. Pohađao je i Londonsku akademiju glazbe i dramskih umjetnosti. Više puta je odbio zahtjev svojih agenata da promijeni ime, iz poštovanja prema roditeljima.

## Vanjske poveznice
- Željko Ivanek u internetskoj bazi filmova IMDb-u (engl.)